# (34278) Justinxie
2000 QE139 (asteroide 34278) é um asteroide da cintura principal. Possui uma excentricidade de 0.10467440 e uma inclinação de 0.90242º.
Este asteroide foi descoberto no dia 31 de agosto de 2000 por LINEAR em Socorro.